# Schloss Nový Berštejn

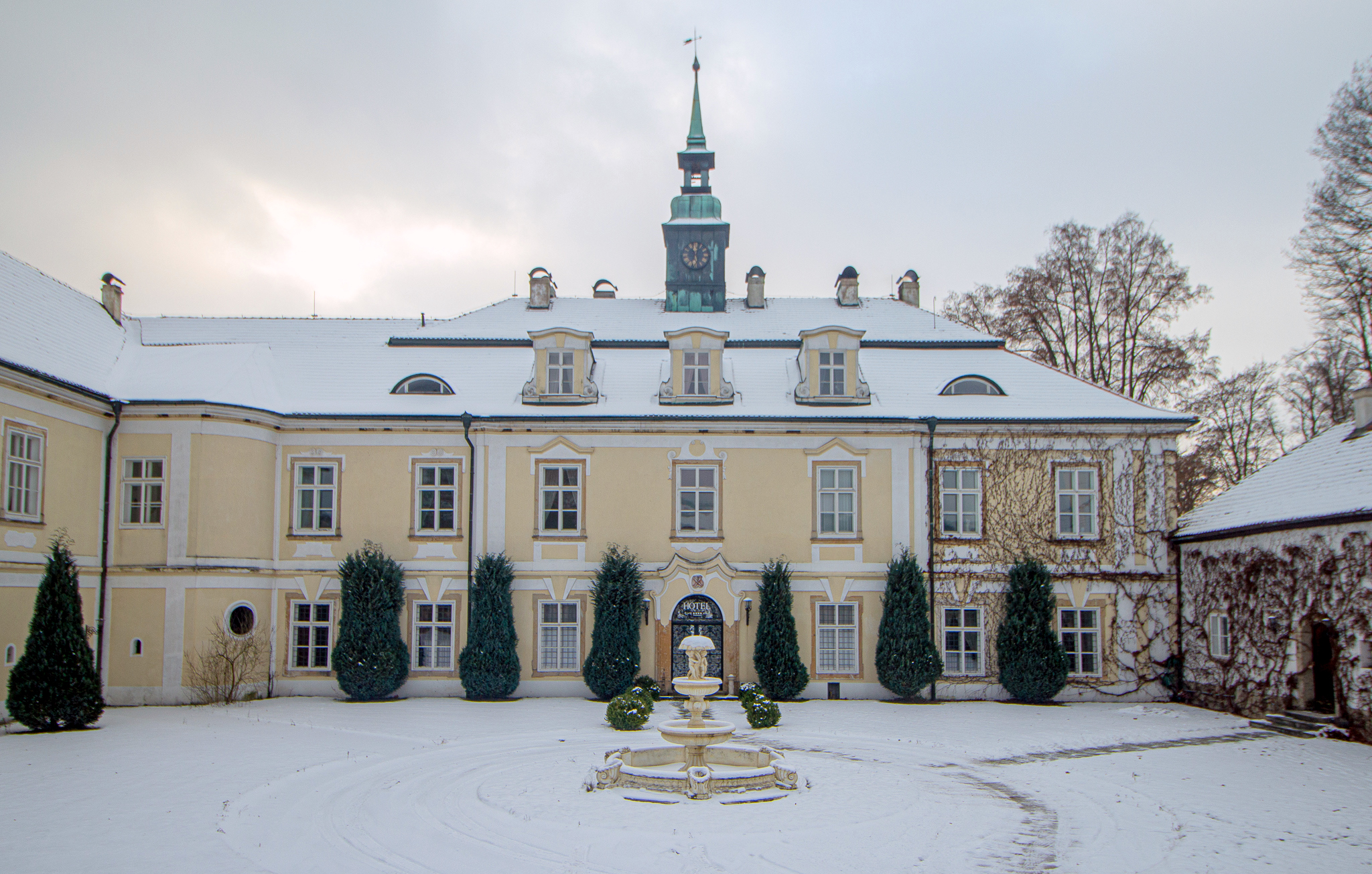
Schloss Nový Berštejn

Das Schloss Nový Berštejn (deutsch Neuperstein) befindet sich nordwestlich der Stadt Dubá im okres Liberec, Tschechien.
Das um 1556 von Adam Berka von Dubá als einflügeliges, einstöckiges Gebäude errichtete Schloß kam 1620 in den Besitz von Wallenstein und 1634 in der Hand von Walter Butler (Oberst). Dessen Nachkommen veräußerten es 1723 an den Grafen Franz Karl Rudolph Sweets-Sporck, der das Schloß im Barockstil umbauen und Seitenflügel errichten ließ. 1810 wurde an die Grafen Waldstein verkauft, die ihm im 19. Jahrhundert sein heutiges Aussehen gaben. 
Im Anschluss an den Ersten Weltkrieg kam das Schloß 1920 an Tomáš Maglič, den Generaldirektor der Škoda-Werke in Pilsen, 1935 an Růžena Jiratová-Kabátová und 1939 an die Familie Wedel. Das seit der Vertreibung vernachlässigte Gebäude stand 1983 vor dem Abriss. 1991 wurde es vom früheren Eishockeyspieler Miroslav Karel Slezák erworben und in den folgenden Jahren saniert und zur Hotelanlage ausgebaut. 